# Ulrike Mühlschlegel
Ulrike Mühlschlegel (* 1970 in Porto Alegre) ist eine deutsche Sprachwissenschaftlerin (Lusitanistik und Hispanistik) und Bibliothekarin.

## Akademische Laufbahn
Ab 1990 studierte sie Spanische Philologie, Portugiesische Philologie und Politikwissenschaft an der Universität Trier und schloss 1995 mit dem Magister ab. Nach vierjähriger Tätigkeit als wissenschaftliche Mitarbeiterin am Seminar für romanische Philologie der Universität Göttingen im Bereich romanischer Philologie wurde sie im Jahr 2000 mit der Dissertation „Spanische und portugiesische Lexikographie im 17. und 18. Jahrhundert“ zum Dr. phil. promoviert. 1999 bis 2001 absolvierte sie das Referendariat für den höheren Dienst an wissenschaftlichen Bibliotheken in Berlin und Köln.
Im Ibero-Amerikanischen Institut in Berlin arbeitet sie seit 2001, zunächst als stellvertretende Referatsleiterin, seit 2007 als Referatsleiterin Benutzung in der Bibliothek des Ibero-Amerikanischen Instituts.
Ihre Forschungsschwerpunkte sind Sprachkontaktforschung, Geschichte der Lexikographie, Kommunikation / Neue Medien und Areallinguistik der iberoromanischen Sprachen.

## Publikationen (Auswahl)
- Enciclopedia, vocabulario, dictionario. Spanische und portugiesische Lexikographie im 17. und 18. Jahrhundert. Frankfurt am Main : Vervuert / Madrid : Iberoamericana 2000, ISBN 978-3-89354-578-0 (= Dissertation).
- cibera: Virtuelle Fachbibliothek Ibero-Amerika / Spanien / Portugal, mit Annette Karl und Ralf Ullrich, in: Bibliotheksdienst 39. Jg. (2005), H. 2, S. 162f. doi:10.1515/bd.2005.39.12.1588
- cibera: Virtuelle Fachbibliothek Ibero-Amerika / Spanien / Portugal. – Teil 2: Die einzelnen Elemente, mit Annette Karl, Wiebke von Deylen, Brigitte Farenholtz, Regine Schmolling, Christoph Strosetzki, Markus Trapp, Ralf Ullrich und Brigitte Waldeck, in: Bibliotheksdienst 40. Jg. (2006), H. 1, S. 27f. doi:10.1515/bd.2006.40.1.27
- (Hrsg.): Dona Carolina Michaelis e os estudos de Filologia Portuguesa. Mitarbeiter:  Gabriele Beck-Busse, Clarinda de Azevedo Maia und Ricarda Musser von TFM; 2004, 120 S., ISBN 3-925203-93-1
- mit Ricarda Musser: De cómo la Donazela Teodora atravesó el mar, se casó con un „cangaceiro“ y finalmente descubrió la cibernética en São Paulo : la literatura del cordel brasileña como medio de masas. In: Iberoamericana : América Latina, España, Portugal ; ensayos sobre letras, historia y sociedad, Madrid, Frankfurt am Main, Año 2, Nr. 6 (2002), S. 143–160.
- Lengua, nación e identidad: la regulación del plurilinguismo en España y América Latina; Kirsten Süselbeck (Koord.), Ulrike Mühlschlegel (Koord.), Peter Masson (Koord.), Biblioteca Ibero-Americana, 2008, ISBN 978-84-8489-370-7